# Johann Schnur
Johann Schnur (ur. ?, zm. 1860 w Trewirze) – paleontolog i entomolog niemiecki.

## Dane biograficzne
Był starszym nauczycielem szkoły ponadgimnazjalnej w Trewirze. W roku 1856 sprawował funkcję przewodniczącego Towarzystwa Badań Użytecznych w Trewirze (niem. Gesellschaft für Nützliche Forschungen zu Trier). 

## Osiągnięcia naukowe

### Znaczenie w historii nauki
Schnur znany jest przede wszystkim jako autor dwóch wpływowych prac paleontologicznych, w których szczegółowo opisał kilkadziesiąt gatunków ramienionogów dewońskich z gór Eifel. Niektóre z nich występują również w Polsce, np. Aulacella prisca (Schnur, 1851) [= Aulacella eifliensis auct.] (Orthida), Gypidula biplicata (Schnur, 1851), Petamerelloides davidsoni (Schnur, 1853) (Pentamerida), Kransia subcordiformis (Schnur, 1853) (Rhynchonellida), Gruenewaldtia latilinguis (Schnur, 1851) (Atrypida), czy Ivanothyris aculeata (Schnur, 1851) (Spiriferida). Podkreślano wysoką jakość jego opisów taksonomicznych nawet według dwudziestowiecznych standardów. Schnur opisał także rodzaj liliowców Bactrocrinites Schnur in Steininger, 1849.

### Publikacje
- Die Brachiopoden aus dem Uebergangsgebirge der Eifel (1851)[6][14]
- Zusammenstellung und Beschreibung sämmtlicher im Uebergangsgebirge der Eifel vorkommenden Brachiopoden (1853–54)[15]
- Systematischer Verzeichnis der in der nächster Umgegend von Trier aufgefundenen Käfer (1855)[16]
- Systematische Aufzählung der Crustaceen, Arachniden und Miriapoden (...) in der Umgebung von Trier (1857)[17]

## Upamiętnienie
Na jego cześć nazwano rodzaj i gatunek żyweckiego ramienionoga Schnurella schnurii (de Verneuil, 1840) [rodzaj Schnurella Schmidt, 1964] oraz eifelskie gatunki Phragmophora schnuri Cooper, 1955 i Schizophoria schnuri Struve, 1965, dwa ostatnie występujące również w Polsce (m.in. w formacji skalskiej).